# 托馬斯敦鎮區 (明尼蘇達州沃迪納縣)
托馬斯敦鎮區（英語：Thomastown Township）是位於美國明尼蘇達州沃迪納縣的一個行政鎮區。

## 地方資料
托馬斯敦鎮區的面積為108.61平方千米，當中陸地面積為106.31平方千米，而水域面積為2.30平方千米。根據2020年美國人口普查的數據，當地共有人口824人，而人口密度為每平方千米7.59人。